# Christian Reimering
Christian Reimering (* 8. August 1971 in Leverkusen) ist ein deutscher Poolbillardspieler und Billardtrainer mit DOSB-Lizenz B Leistungssport.
Seine Karriere begann 1986 beim 1. PBC Leverkusen. Nachdem er im Jugendbereich deutscher Meister in der Mannschaft wurde und auch im Einzelbereich gute Ergebnisse vorweisen konnte, spielte er ab 1989 in der 1. Bundesliga. 1992 wurde er dann erstmals deutscher Mannschaftsmeister im Herrenbereich mit dem 1. PBC Leverkusen; es sollten bislang fünf weitere Meistertitel mit Dessau, Fulda und Kiel folgen.
1993 kam er in Salzburg erstmals in ein Halbfinale bei einem Euro-Tour-Turnier. Auf seinen ersten Finaleinzug auf der Euro-Tour musste er bis 1999 warten. Mit den Costa del Soll Open 2005 und den Italy Open 2007 konnte er schließlich zwei Turniere für sich entscheiden, indem er sich im Finale gegen Thomas Engert bzw. Konstantin Stepanov durchsetzte. Bei den Swiss Open 2008 unterlag er im Finale Ralf Souquet und wurde somit Zweiter. Zuvor wurde er bereits bei den French Open 2008 durch eine Finalniederlage gegen Tony Drago Zweiter.
Seine beste Platzierung bei einer 9-Ball WM war ein Platz im Achtelfinale 1993, 1998 und 2010; bei einer 8-Ball WM ist sein bestes Ergebnis ebenfalls ein Platz im Achtelfinale; erzielt im Jahr 2005.
Gemeinsam mit Oliver Ortmann vertrat er Deutschland 2007 beim Doppel-Turnier 2. World Cup of Pool, allerdings schied das Team in der ersten Runde gegen das Team aus Singapur aus.
Bei der ersten offiziellen 10-Ball WM 2008 machte er hingegen keine gute Figur und schied sieglos in der Vorrunde aus. Ebenfalls 2008 erfolgte Reimerings erste Einladung zum 16. World Pool Masters, wo er allerdings ebenfalls in der Vorrunde ausschied, indem er Corey Deuel 5:8 unterlag.
Mit vier Turniersiegen (2007, 2008, 2012 und 2014) ist Reimering der erfolgreichste Spieler bei den Stuttgart Open.
Reimering spielt derzeit beim Zweitligisten 1. PBC Sankt Augustin.
Sein Spitzname in der Billardszene ist Criki.